# Hu Jinqiu
Hu Jinqiu (chiń. 胡金秋; ur. 24 września 1997) – chiński koszykarz, reprezentant kraju w koszykówce 5-osobowej i w koszykówce 3×3, olimpijczyk z Tokio 2020.

## Życie prywatne
Studiuje zarządzanie zasobami ludzkimi na Szanghajskim Uniwersytecie Jiao Tong. Żonaty z pływaczką Wang Lu. Mieszka w Hangzhou.

## Kariera

### Koszykówka
Jest graczem koszykówki 5-osobowej w klubie ligi chińskiej Zhejiang Guangsha Lions oraz w reprezentacji ChRL, z którą uzyskał następujące wyniki:
| Impreza                  | Miejsce | Pozycja    |                       |        |            |
| ------------------------ | ------- | ---------- | --------------------- | ------ | ---------- |
| Impreza                  | Miejsce | Pozycja    | Puchar Azji FIBA 2015 | Bejrut | 5. miejsce |
| FIBA Asia Challenge 2016 | Teheran | 5. miejsce |                       |        |            |

### Koszykówka 3×3
W 2021 został powołany na narodowy obóz treningowy przygotowujący chińską drużynę koszykówki 3x3 na Igrzyska Olimpijskie 2020. Na turnieju reprezentacja ChRL zajęła 8. miejsce.